# Малочасовенське
Малочасовенське (рос. Малочасовенское) — присілок у Волховському районі Ленінградської області Російської Федерації.
Населення становить 8 осіб. Належить до муніципального утворення Паське сільське поселення.

## Історія
Згідно із законом № 56-оз від 6 вересня 2004 року належить до муніципального утворення Паське сільське поселення.

## Населення
| 2007 | 2010 | 2012 | 2017 |
| ---- | ---- | ---- | ---- |
| 5    | ↗9   | ↘6   | ↗8   |